# Bo wolność krzyżami się mierzy
Bo wolność krzyżami się mierzy – album zawierający utwory patriotyczne i wojskowe w wykonaniu Zespołu instrumentalnego Orkiestry Reprezentacyjnej Śląskiego Okręgu Wojskowego oraz Oktoich Chóru Prawosławnego Ordynariatu Wojska Polskiego przy śląskim Okręgu Wojskowym. Płytę wydano pod patronatem Prezydenta Rzeczypospolitej Polskiej Lecha Kaczyńskiego. Jej nagranie sfinansowało Biuro Bezpieczeństwa Narodowego. Wszystkie utwory zamieszczone na płycie, wraz z okładką i śpiewnikiem były udostępnione do bezpłatnego ściągnięcia na stronie internetowej Prezydenta Rzeczypospolitej Polskiej.
Nagrań dokonano w dniach 6-9 października 2009 roku w Auli Konferencyjno-Kinowej Wyższej Szkoły oficerskiej im. gen. T. Kościuszki we Wrocławiu.

## Muzycy
Kapelmistrzem był kpt. Mariusz Dziubek, dyrygentem chóru – ks. protodiakon Grzegorz Cebulski.
- Zespół instrumentalny Orkiestry Reprezentacyjnej Śląskiego Okręgu Wojskowego (11 osób),
- Oktoich Chór Prawosławnego Ordynariatu Wojska Polskiego przy śląskim Okręgu Wojskowym (8 osób),
- Osoby występujące gościnnie (7 osób).

## Lista utworów
1. Legiony
2. Na Grunwaldzkiem polu
3. Pieśń wojenna – rycerska
4. Ballada stepowa Zydora Luśni
5. Marsz Żuawów
6. Pieśń o Wodzu miłym
7. Piechota. Nie noszą lampasów
8. Wojenko, wojenko
9. Wiązanka pieśni
10. Morze nasze morze
11. Dziś do ciebie przyjść nie mogę
12. Modlitwa obozowa
13. Marsz Lotników
14. Warszawskie dzieci
15. Marsz Mokotowa
16. Czerwone maki
17. Oka
18. Hymn Sybiraków
19. Warszawianka 1831